# Хабуча, Шейн
Шейн Эдвард Хабуча (англ. Shane Edward Haboucha); род. 27 ноября 1990, Лос-Анджелес, США — американский актёр. Имеет ирландские и индейские (кечуа) корни. В 2014 году окончил Loyola Marymount University. Известен по фильмам «Безнадёга» (2006), «Лига справедливости: Новый барьер» (2008) и «Лига справедливости» (2001).

## Детство
В возрасте 14 лет пошел в частную еврейскую школу Tarbut V’Тора Community Day School. В 1994 году у Шейна появился брат Тео.
Имеет черный пояс по кэмпо.

## Фильмография

### Фильмы
| Year | Title                            | Role         | Notes                  |
| ---- | -------------------------------- | ------------ | ---------------------- |
| 2006 | Безнадёга                        | Дэвид Карвер | телевизионный фильм    |
| 2008 | Justice League: The New Frontier | Робин        |                        |
| 2012 | The Actor                        | Джексон      | короткометражный фильм |
| 2013 | 1981                             | юноша        | короткометражный фильм |

### Телевидение
| Year      | Title                               | Role                            | Notes                 |
| --------- | ----------------------------------- | ------------------------------- | --------------------- |
| 2003      | Одинокие сердца (телесериал)        | Эрик Уорд (Eric Ward)           |                       |
| 2004      | Закон и порядок: Специальный корпус | Дж. Дж. Остилов (J. J. Ostilow) |                       |
| 2004      | The Bernie Mac Show                 | Hunter                          |                       |
| 2004      | Справедливая Эми                    | Трэвис Купер (Travis Cooper)    |                       |
| 2004      | That's So Raven                     | Emmett                          |                       |
| 2004      | Oliver Beene                        | Lackey #1                       |                       |
| 2004-2005 | Любовь вдовца                       | Чарли Хэйс (Charlie Hayes)      |                       |
| 2004-2005 | Лига Справедливости (мультсериал)   | Билли Бэтсон / юный Супермен    | озвучка               |
| 2005      | C.S.I.: Место преступления          | Энди Джонс (Andy Jones)         |                       |
| 2005      | Детектив Монк (телесериал)          | Джимми Вагнер (Jimmy Wagner)    |                       |
| 2005      | Без следа                           | Райан Уоллес (Ryan Wallace)     |                       |
| 2005      | Скорая помощь (телесериал)          | Барри Кендрик (Barry Kendrick)  | эпизод: «Dream House» |

### Видеоклипы
| Year | Artist             | Song          |
| ---- | ------------------ | ------------- |
| 2003 | Fountains of Wayne | «Stacy's Mom» |